# Stadtpark (Erfurt)

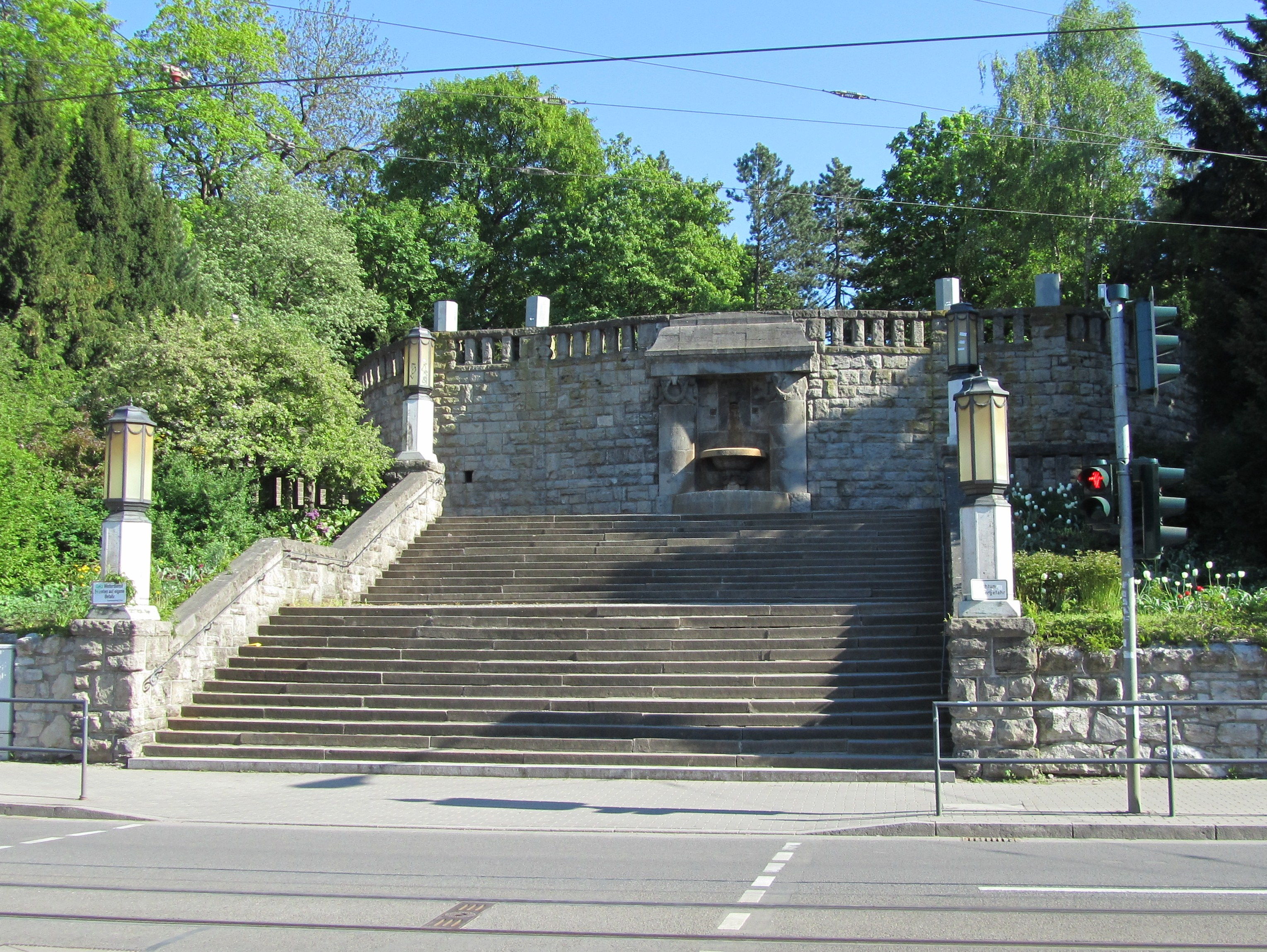
Die Stadtparktreppe

Der Stadtpark in der thüringischen Landeshauptstadt Erfurt ist ein ca. 6,5 Hektar großer öffentlicher Park. Er liegt südlich des Hauptbahnhofes im Stadtteil Löbervorstadt.
Ursprünglich befand sich auf dem Gelände die Daberstedter Schanze als Bestandteil der historischen Stadtbefestigung. Im Zuge der Stadterweiterung Ende des 19. und Anfang des 20. Jahrhunderts wurden die Befestigungsanlagen abgebrochen und umgestaltet. Der Stadtpark in seiner heutigen Form wurde 1908 angelegt. Vom Hauptbahnhof aus ist er über die Stadtparktreppe zugänglich. Auf dem Gelände befinden sich ein Spielplatz, ein Pavillon sowie eine Brunnenanlage mit einer Skulptur („Brunnenfigur“, 1911) von Arthur Lewin-Funcke. Im Baumbestand befinden sich  Amur-Korkbäume und ein Maulbeerbaum. Unter dem Stadtpark befand sich während des Zweiten Weltkriegs ein ausgedehnter Luftschutzbunker für Bahnreisende und Anwohner.
Die zwischen 1908 und 1910 errichtete Stadtparktreppe wurde 2014 für insgesamt 1,27 Millionen Euro restauriert. In diesem Zusammenhang wurden die Wasserspiele im Eingangsbereich am oberen Ende der Treppe nach Jahren wieder in Betrieb genommen.

## Skulpturen

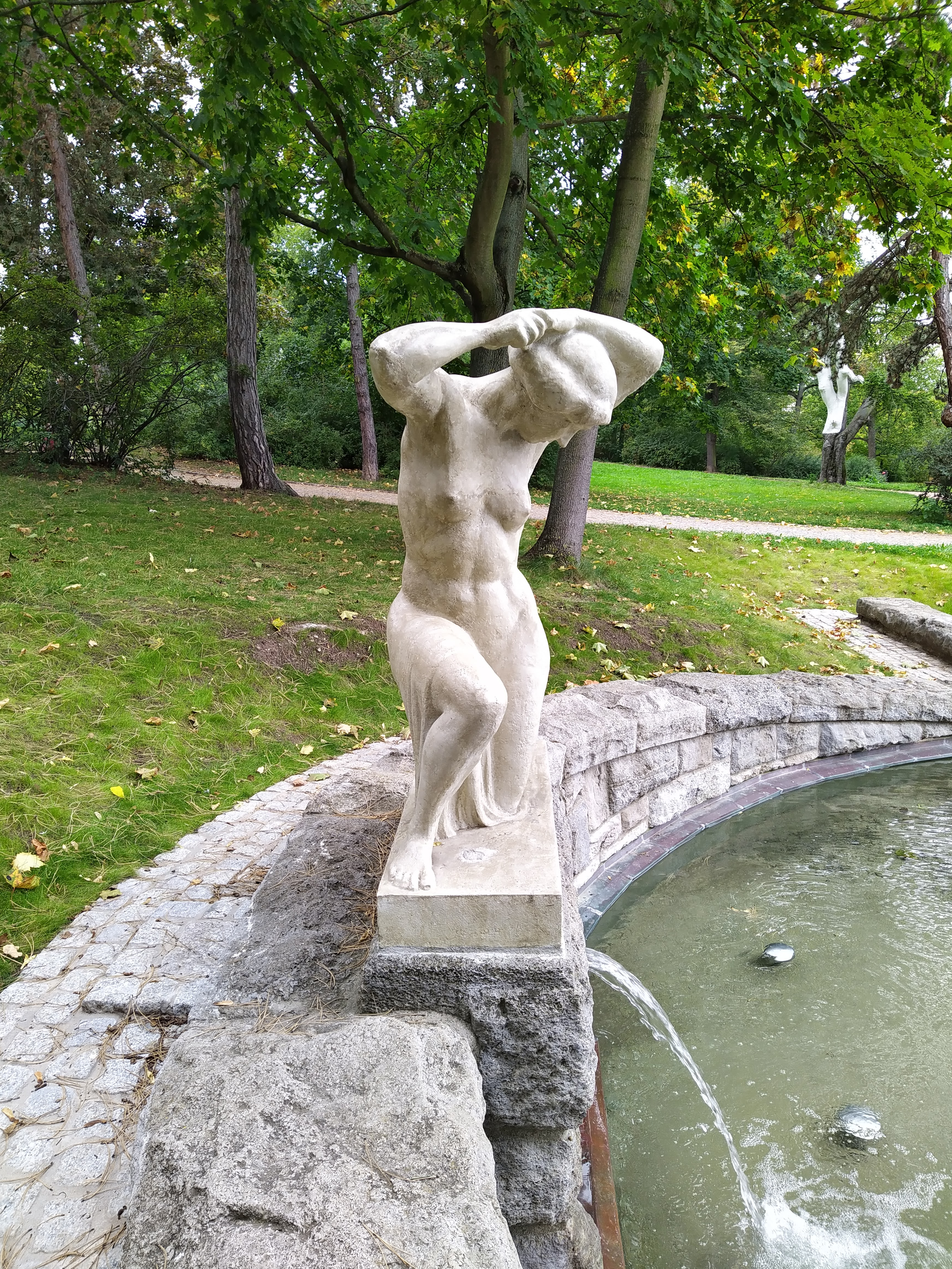
Badende (Arthur Lewin-Funcke, 1911)
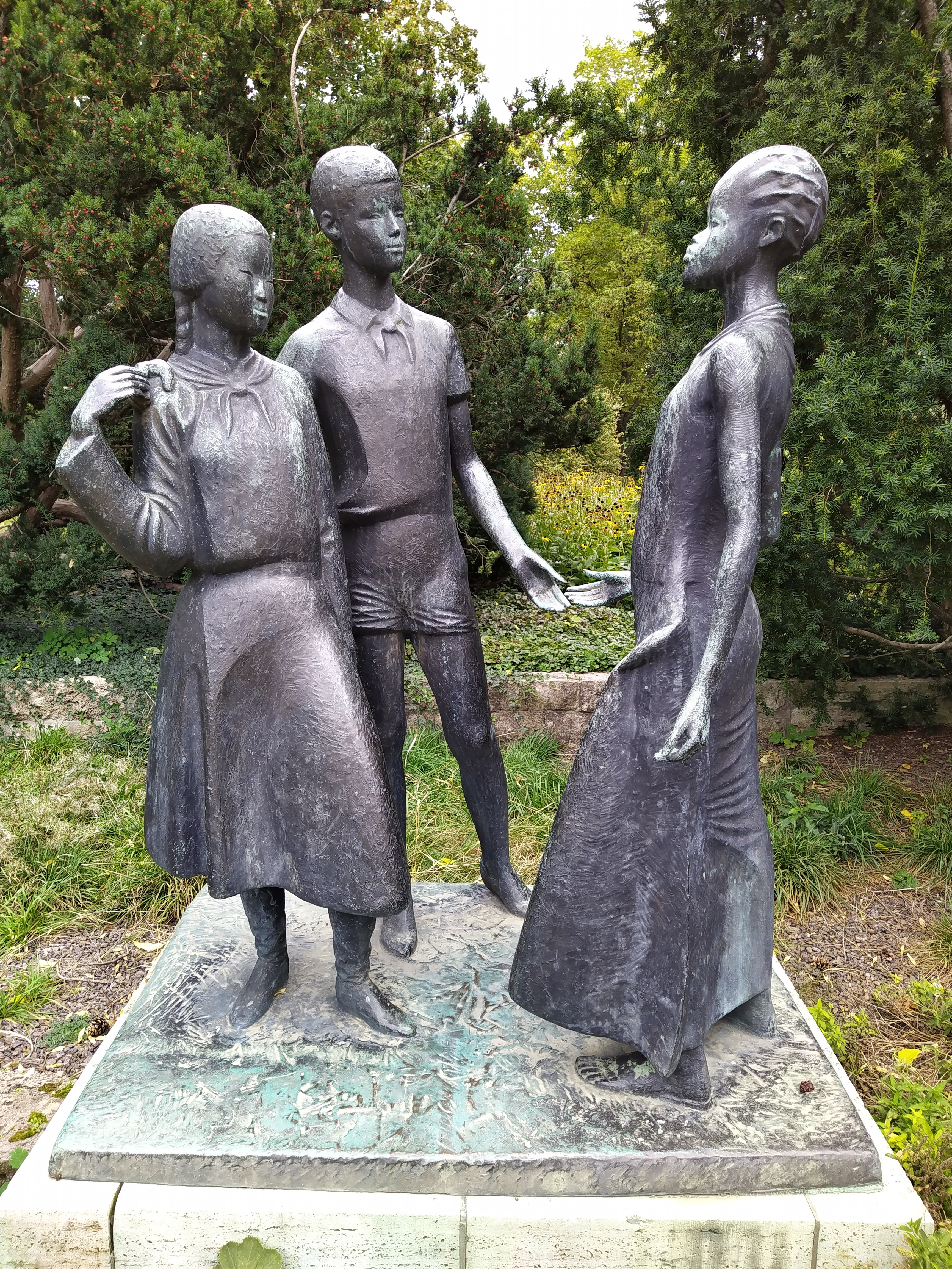
Diskutierende Kinder (Hubert Schiefelbein)
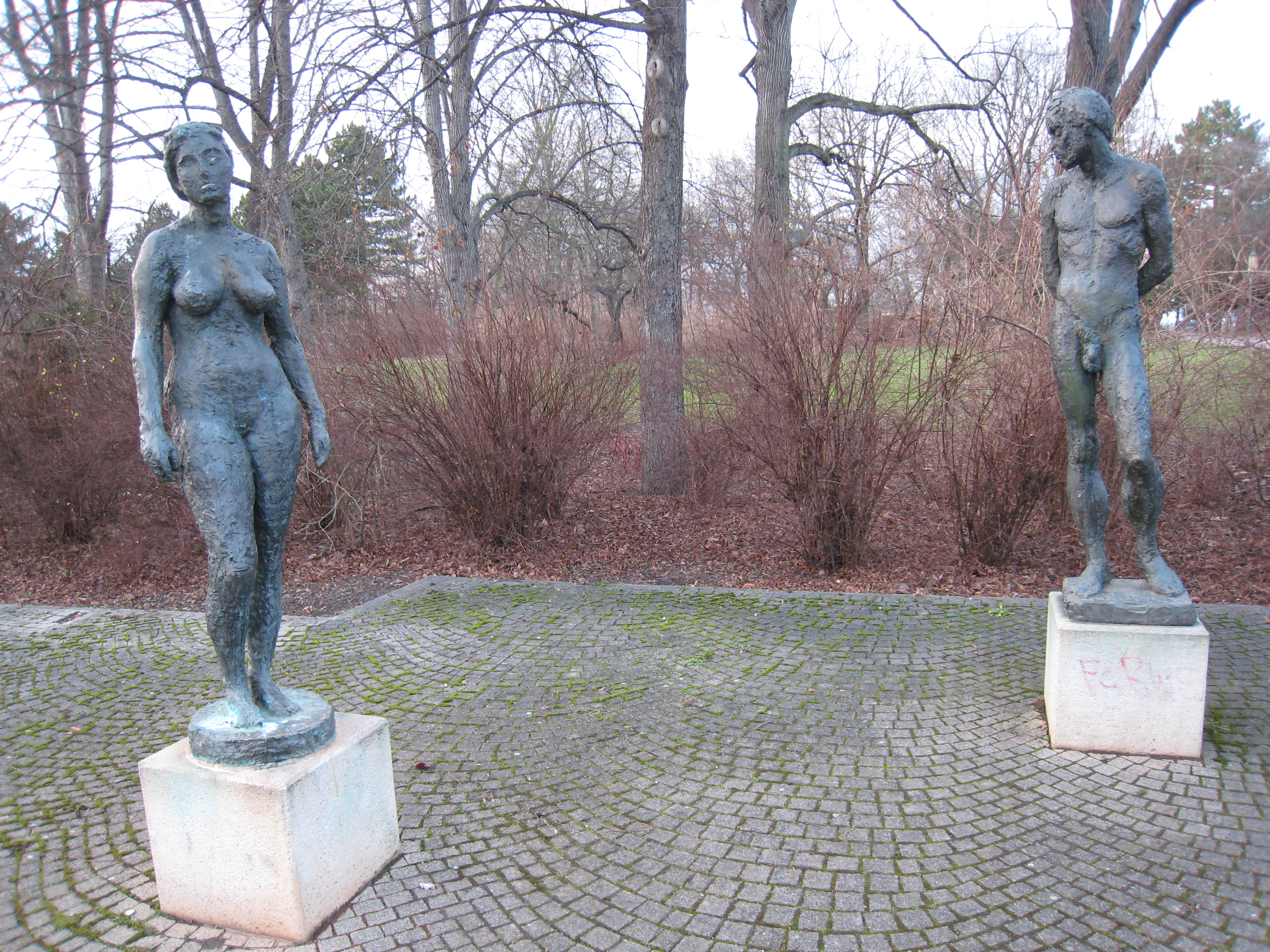
Jugend (Sabina Grzimek, 1980)
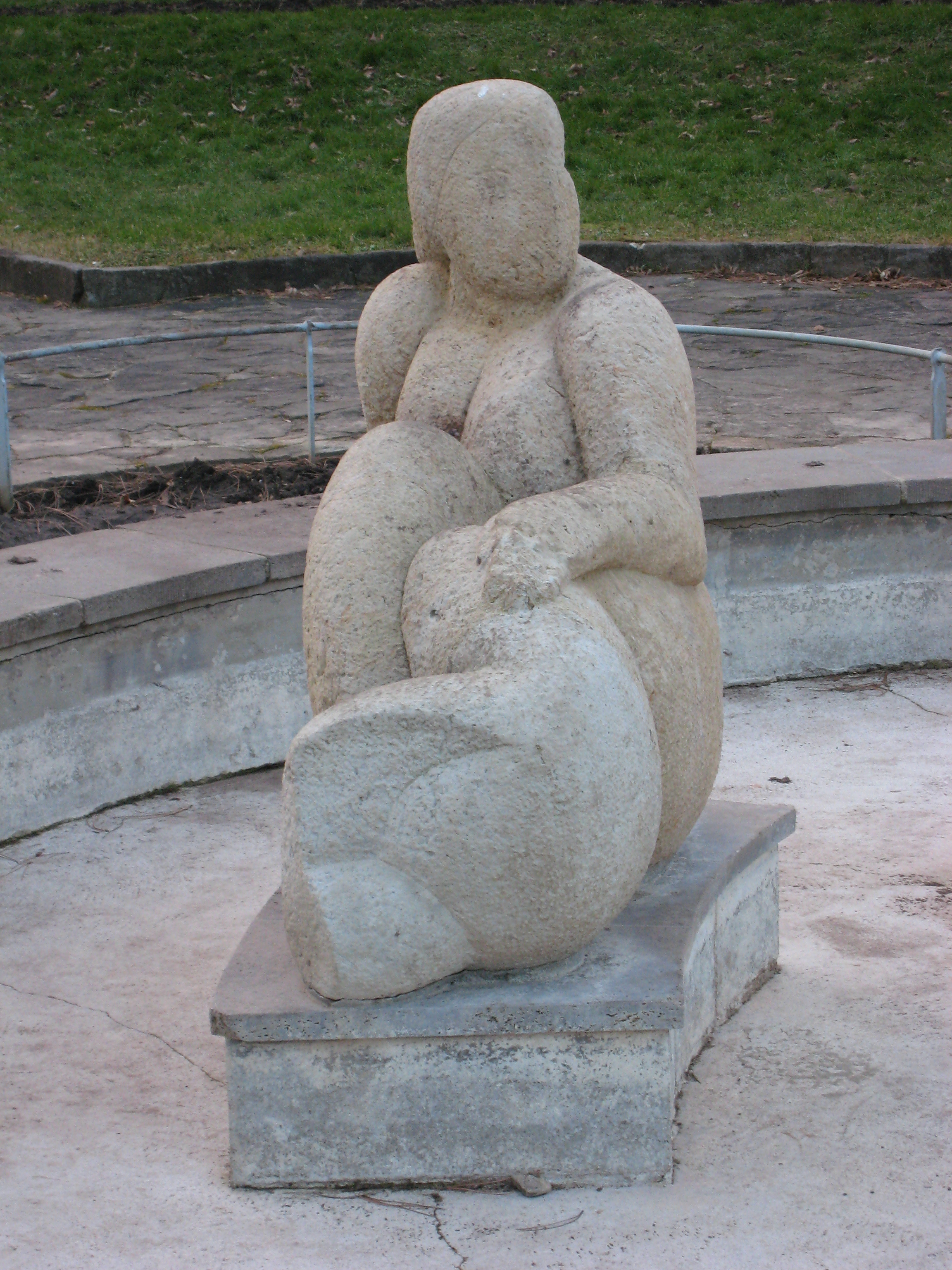
Brunnenfigur

## Belege
1. ↑  Holger Wetzel: Stadtparktreppe in Erfurt wurde mit Wasserspiel übergeben. In: Thüringer Allgemeine. 9. Dezember 2014, abgerufen am 24. Mai 2016.

Koordinaten: 50° 58′ 13″ N, 11° 2′ 18,8″ O